# Tout Puissant Mazembe (femenino)
El Tout Puissant Mazembe es un equipo de fútbol femenino sección del club del mismo nombre de la República Democrática del Congo fundado en 2020 y con sede en Lubumbashi. Actualmente se desempeña en la LINAFF, máxima categoría del fútbol femenino congoleño.

## Historia
Tout Puissant Mazembe, más conocido como TP Mazembe, es un club de fútbol femenino congoleño que compite en el Campeonato Femenino Congoleño. El club tiene su sede en la ciudad de Lubumbashi y juega sus partidos en el Stade TP Mazembe en el barrio de Kamalondo. El área femenina del TP Mazembe se creó el 28 de septiembre de 2020. El equipo ganó el campeonato de Lubumbashi y el campeonato de Haut-Katanga en 2021, apenas unos meses después de su creación.
El club obtuvo una victoria récord por 43-0 contra el FC Œcuménique en EUFLU (campeonato local de Lubumbashi) el 2 de marzo de 2022. Los Ravens luego ganaron por segunda vez consecutiva el campeonato de Alto Katanga, clasificándose para la Copa del Congo. El 28 de junio de 2022, el club ganó su primer título nacional al vencer al CFS Bikira en la final de la Copa del Congo. Esta coronación permite al TP Mazembe representar a la República Democrática del Congo durante el torneo zonal de clasificación de la UNIFFAC para la Liga de Campeones femenina. Los congoleños dominan al AS Awa camerunés en la final (2-1) y se clasifican para la fase final en Marruecos.
El 29 de marzo de 2023, el club nombró a Lamia Boumehdi
, exentrenadora de la selección nacional femenina de fútbol sub-20 de Marruecos, para dirigir el equipo. En su temporada inaugural, Lamia guió al equipo a la victoria en el Campeonato Femenino del Congo 2022-23. Este logro marcó su segunda clasificación consecutiva para la prestigiosa Liga de Campeones Femenina de la CAF.

## Participaciones del club
| Competiciones nacionales                                                                                                 | Competiciones internacionales                     |
| - Campeonato de la República Democrática del Congo (3): - Campeón: 2022, 2023, 2024 - Copa RD Congo (1): - Ganador: 2022 | - Torneo zonal UNIFFAC (2): - Ganador: 2022, 2024 |